# Nāḩiyat Junaynat Raslān
Nāḩiyat Junaynat Raslān (arabiska: ناحية جنينة رسلان) är ett subdistrikt i Syrien.   Det ligger i provinsen Tartus, i den västra delen av landet, 160 km norr om huvudstaden Damaskus.
Trakten runt Nāḩiyat Junaynat Raslān består till största delen av jordbruksmark. Runt Nāḩiyat Junaynat Raslān är det tätbefolkat, med 511 invånare per kvadratkilometer.